# Frost (Texas)
Frost város az USA Texas államában, Navarro megyében. Lakosainak száma 620 fő (2020. április 1.).

## Népesség
A település népességének változása:

| 2010 | 643 |
| 2020 | 620 |